# Лыка (приток Юронги)
Лыка — река в России, протекает в Юринском районе Республики Марий Эл. Устье реки находится в 11 км по левому берегу реки Юронги. Длина реки — 20 км, площадь водосборного бассейна — 94,8 км².
Исток реки находится в заболоченном лесу в 50 км к северу от посёлка Юрино. Река течёт на запад по ненаселённому заболоченному лесу. Впадает в Юронгу у деревни Козиково.

## Данные водного реестра
По данным государственного водного реестра России относится к Верхневолжскому бассейновому округу, водохозяйственный участок реки — Ветлуга от города Ветлуга и до устья, речной подбассейн реки — Волга от впадения Оки до Куйбышевского водохранилища (без бассейна Суры). Речной бассейн реки — (Верхняя) Волга до Куйбышевского водохранилища (без бассейна Оки).
Код объекта в государственном водном реестре — 08010400212210000043707.